# ジョン・カリカブル
ジョン・カリカブル・ハイメレナ（Jon Karrikaburu Jaimerena、2002年9月19日 - ）は、スペイン・ナバーラ州エリソンド出身のサッカー選手。FCアンドラ所属。ポジションはFW。

## クラブ経歴
ナバーラ州のエリソンドに生まれ、2014年に12歳でレアル・ソシエダのカンテラに入団した。2019-20シーズン、Cチームに昇格すると、リーグ戦20試合で22ゴールを挙げた。
2021年9月30日、UEFAヨーロッパリーグのASモナコ戦にて、ミケル・オヤルサバルとの交代でトップチームデビューを果たした。
2023年1月15日、2022-23シーズン終了時までCDレガネスへレンタル移籍することが決定した。